# Lijst van ambassadeurs van Brazilië in Suriname
Dit is de lijst van ambassadeurs van Brazilië in Suriname. Van 30 januari 1996 tot 14 november 2000 was de ambassadeur in Paramaribo ook geaccrediteerd bij de regering van Saint Lucia in Castries.
| Naam                                  | Benoemd of aantreden         | Vertrek             | Opmerkingen                                                               |
| ------------------------------------- | ---------------------------- | ------------------- | ------------------------------------------------------------------------- |
| Luiz Felipe Palmeira Lampreia         | 10 oktober 1983              |                     |                                                                           |
| José Artur Denot Medeiros             | 6 oktober 1988               |                     |                                                                           |
| Sergio da Veiga Watson                | 26 juni 1990                 |                     |                                                                           |
| Roberto de Abreu Cruz                 | 20 april 1995                |                     | Op 30 januari 1996 tevens benoemd tot ambassadeur in Castries, St. Lucia. |
| Jorge Saltarelli Junior               | 15 oktober 1997              |                     | Tevens ambassadeur in Saint Lucia                                         |
| Ricardo Luiz Viana de Carvalho        | 14 november 2000             |                     | Op 13 september 2005 benoemd tot ambassadeur in Saint Lucia.              |
| Ricardo Carvalho do Nascimento Borges | 7 juli 2005                  |                     |                                                                           |
| José Luiz Machado e Costa             | 28 december 2007             |                     |                                                                           |
| Marcelo Baumbach                      | 12 januari 2012 / april 2012 | februari/maart 2017 |                                                                           |
| Laudemar Aguiar                       | 2017                         | 5 februari 2021     |                                                                           |
| Raphael Azeredo                       | maart? 2021                  | 3 september 2024    |                                                                           |
| Felipe Costi Santarosa                | 25 februari 2025             | heden               |                                                                           |